# Anthony Babington
Anthony Babington (født 24. oktober 1561, død 20. september 1586 i St Giles Field i Holborn) var en katolsk engelsk adelsmand, der 1586 trådte i spidsen for en sammensværgelse, som ville myrde dronning Elisabeth og befri Maria Stuart. Elisabeths minister Walsingham opdagede planen og skaffede beviser mod Maria Stuart. Babington meddelte hende sine planer, og hun takkede ham. Da Walsingham havde de sammensvornes navne, lod han dem henrette 20. september 1586. Maria Stuart erklærede brevene for uægte, og der er ført en omfangsrig litterær strid om dem.